# 크라운 라스베이거스
크라운 라스베이거스는 미국 라스베이거스에 공사중이었으나 2008년 3월 취소되었다. 완공되었다면 미국에서 가장 높은 건물이 되었을 것이다.